# Сан-Фермо-Маджоре
Церковь Сан-Фермо-Маджоре (итал. Chiesa di San Fermo Maggiore) — католическая церковь в Вероне, Италия.

## История
Церковь располагается недалеко от того места, где, согласно преданию, по приказу императора Максимиана были обезглавлены святые Фирм и Рустик. Мощи святых были перенесены в Африку, затем в Каподистрию и Триест. В VIII веке веронский епископ св. Анноне вернул мощи в Верону и основал церковь на месте существовавшего (вероятно, с V века) храма.
Между 1065 и 1143 годами бенедиктинцы полностью перестроили храм и возвели на его месте комплекс из двух церквей в романском стиле: нижней, где хранились реликвии, и верхней — для массовых служб. Они также начали строительство колокольни, законченное в XIII веке.
В 1261 году храм перешёл францисканцам, которые около 1350 года перестроили верхний храм. Поэтому нижняя часть храма сохраняет черты романского стиля, а верхняя — готического. В последующие века к храму были пристроены капеллы при сохранении основного объёма.
В 1759 году реликвии были помещены в алтарь верхней церкви, чтобы защитить их от частых наводнений Адидже.
В 1807 году во время наполеоновской оккупации францисканцы были вынуждены покинуть церковь.

## Архитектура и наружное убранство

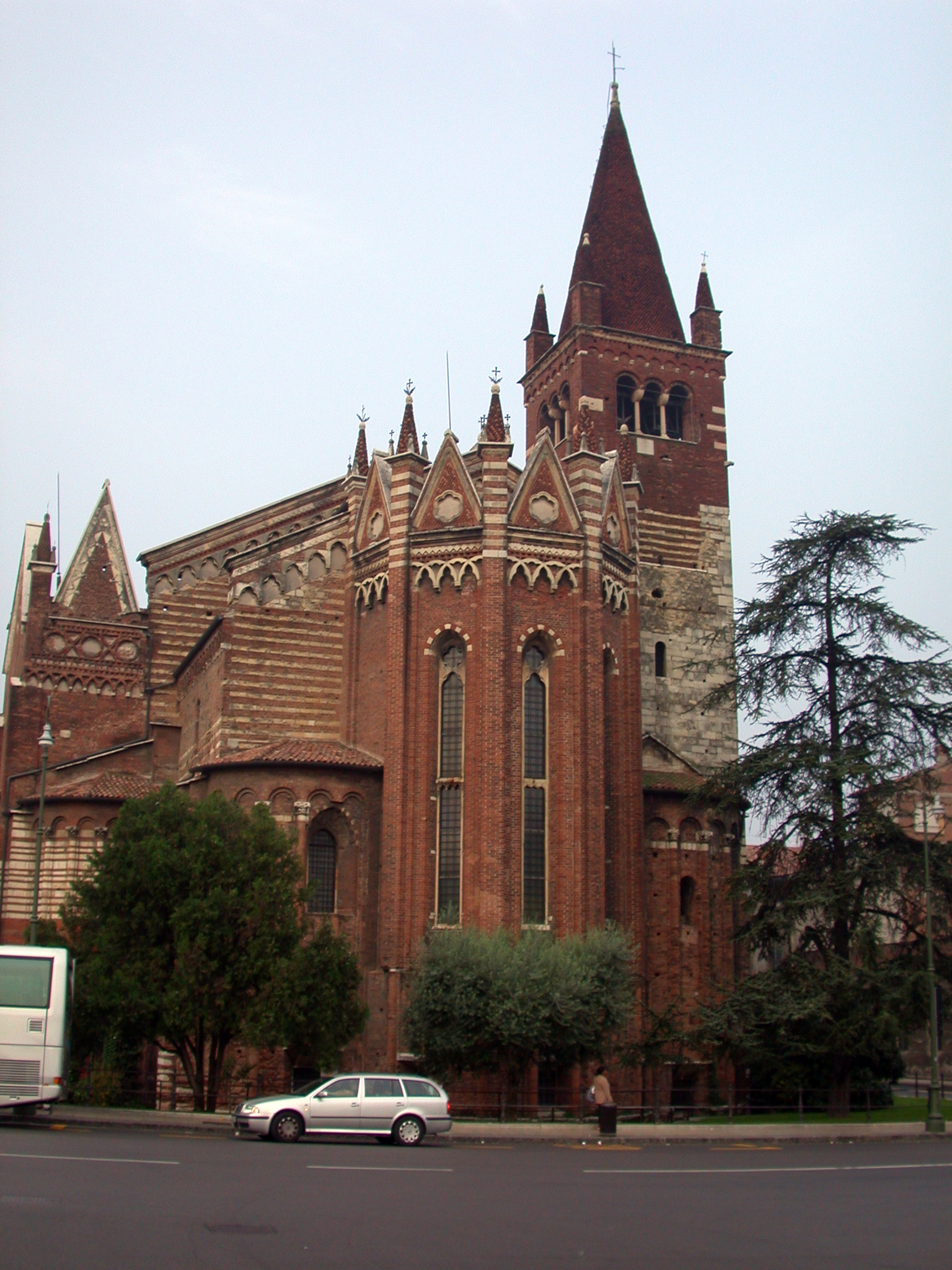
Вид со стороны апсиды

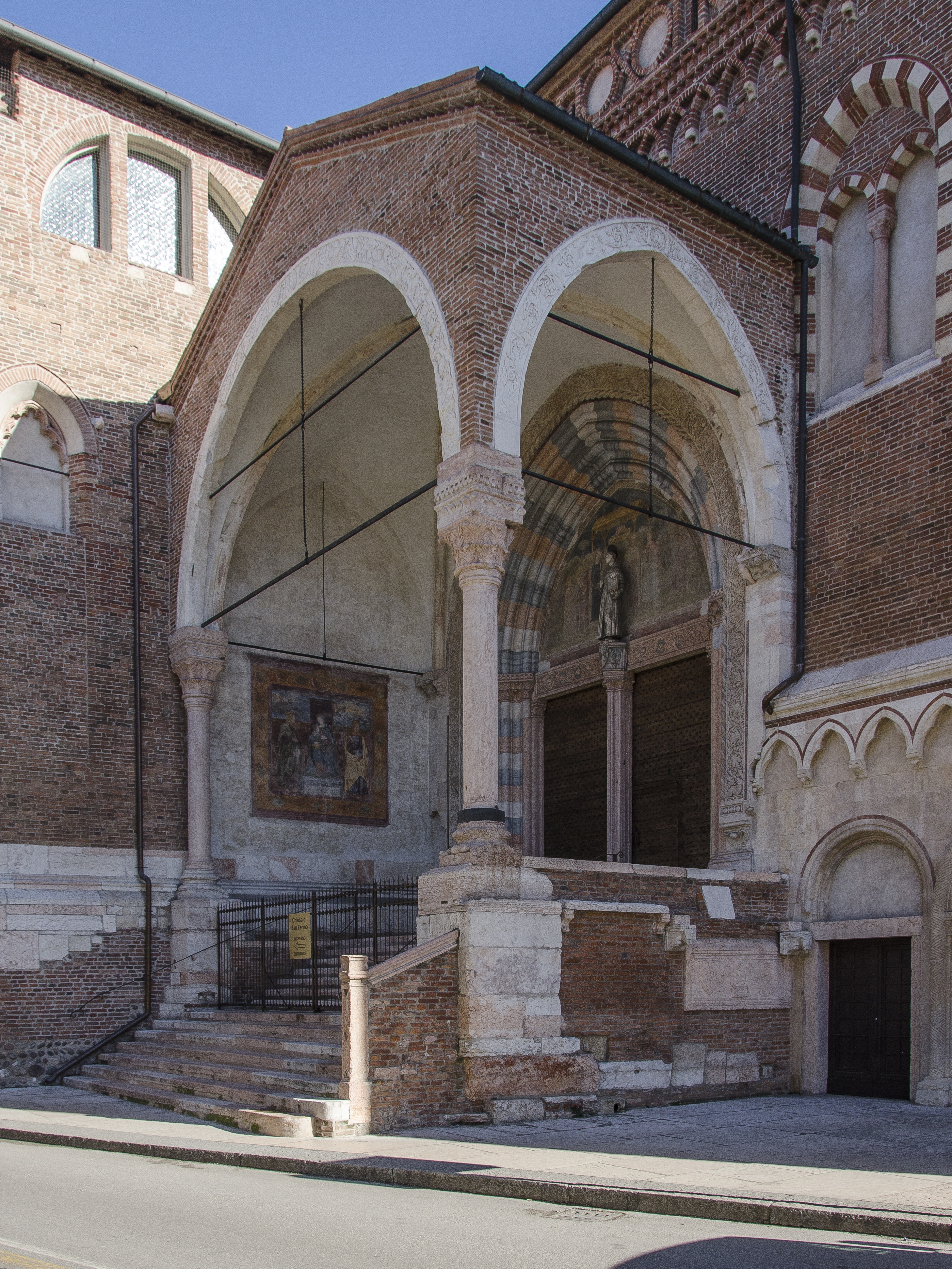
Боковой вход

Внешнее оформление храма было закончено в основном около 1350 года и является соединением элементов романского и готического стиля. На романском фасаде, отделанном полосами двуцветного мрамора, рядом со внушительным порталом установлены две гробницы: справа — Джованни да Толентино, слева — Авентино Фракасторо, семейного врача Скалигеров.
Апсиды украшены остроконечными башенками, пинаклями, высокими узкими окнами.
Бронзовые двери главного портала работы Лучано Мингуцци и были созданы в 1997 году. Рельеф дверей содержит 24 панели с сюжетами о мученической смерти святых Фермо и Рустико и истории их культа в Вероне.
Боковой портал, завершённый в 1363 году, представляет собой бифорий, разделённый колонной с фигурой Антония Падуанского (XV век) и отделанный фризом с растительным орнаментом. Слева — плохо сохранившаяся фреска «Святое собеседование» работы Франческо Мороне, датированная 1523 годом .

## Верхняя церковь

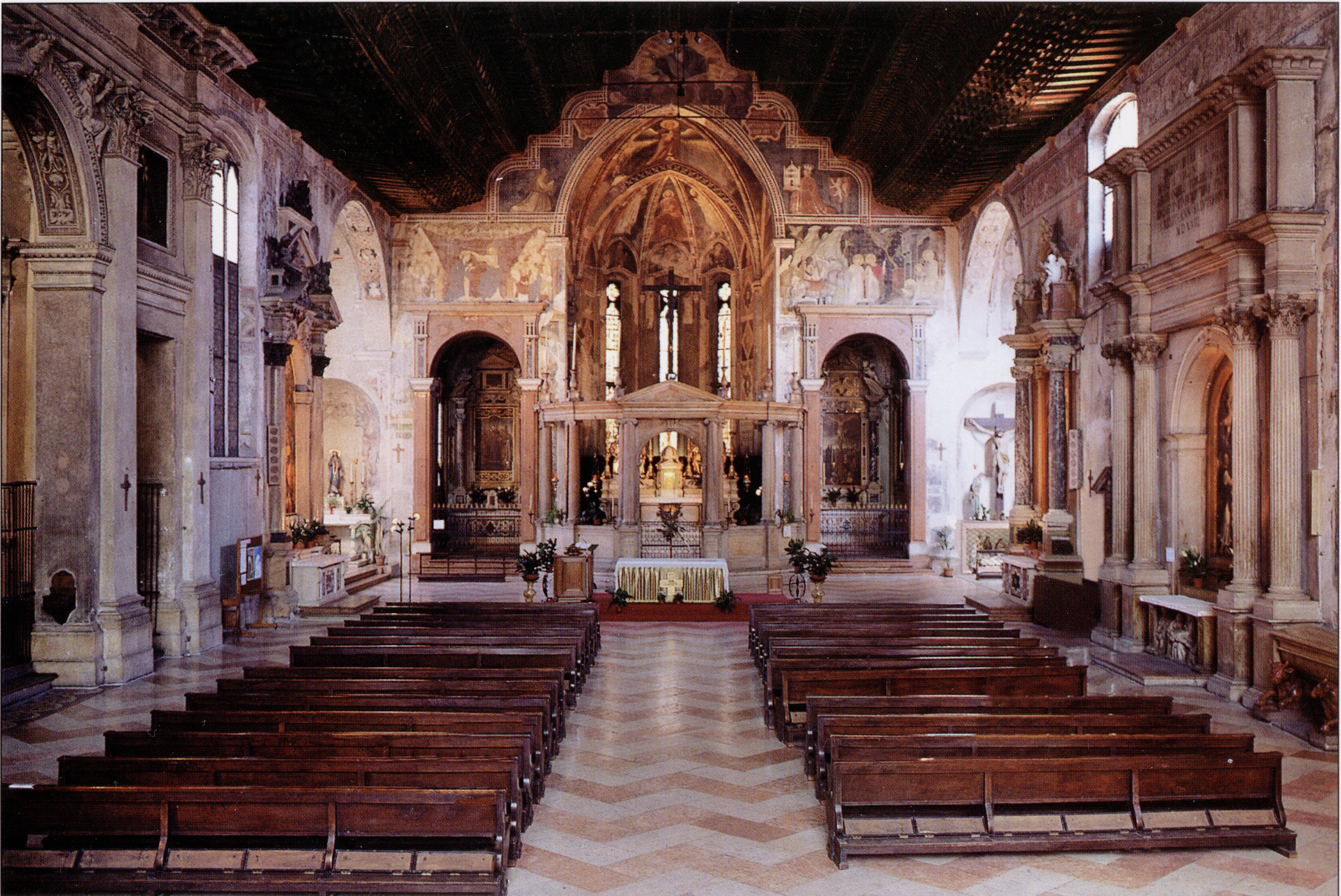
Интерьер верхней церкви

Верхняя церковь представляет собой однонефный храм с пятью апсидами. Деревянное перекрытие церкви напоминает по конструкции корабль и украшено фризами с изображением четырёхсот францисканских святых.
В люнете над входом можно видеть «Распятие», приписываемое Туроне, мастеру XIV века. Справа от входа — ещё одна фреска XIV века — «Мученичество францисканцев в Индии». Второе распятие над боковым порталом, датированное 1363 годом, также приписывают Туроне.
Слева от входа располагается усыпальница Никколо Бренцони, созданная флорентийским скульптором Нанни ди Бартоло в 1426 году и расписанная фресками Пизанелло.
Главная апсида расписана фресками «Maestro del Redentore» — художника начала XIV века, стилистически близкого к джоттескам. Главный алтарь церкви окружён полукруглой колоннадой (1573 год), во многом повторяющей работу Микеле Санмикеле в веронском Соборе. Сюда в 1759 году были перенесены из нижней церкви мощи святых Фирма и Рустика, чтобы обезопасить их от разливов реки Адидже.
Правый трансепт замыкает капелла Алигьери, принадлежавшая веронской линии потомков Данте. Моделью для капеллы, сооружённой около 1540 года, послужила веронская арка Гави.

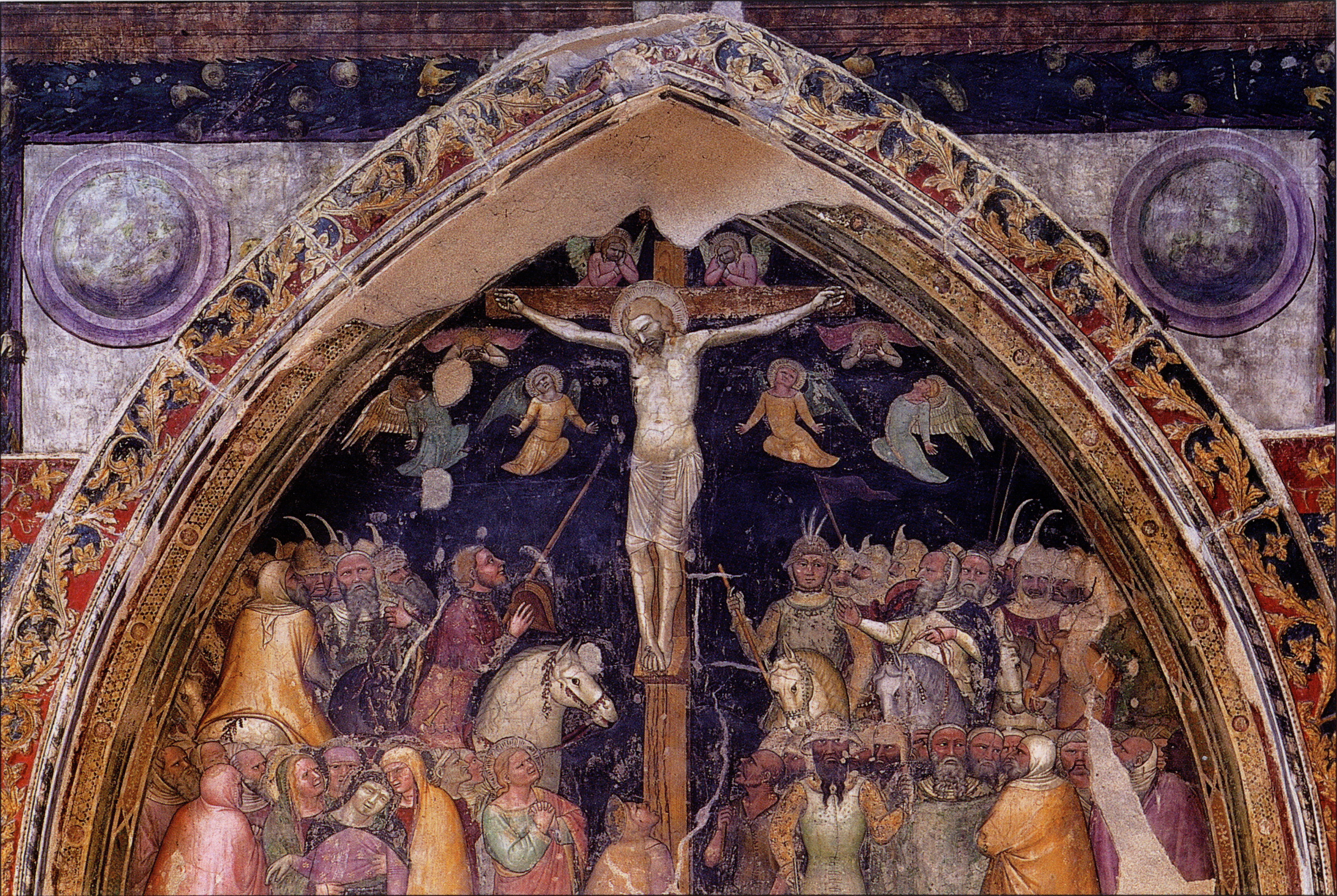
Туроне. Распятие
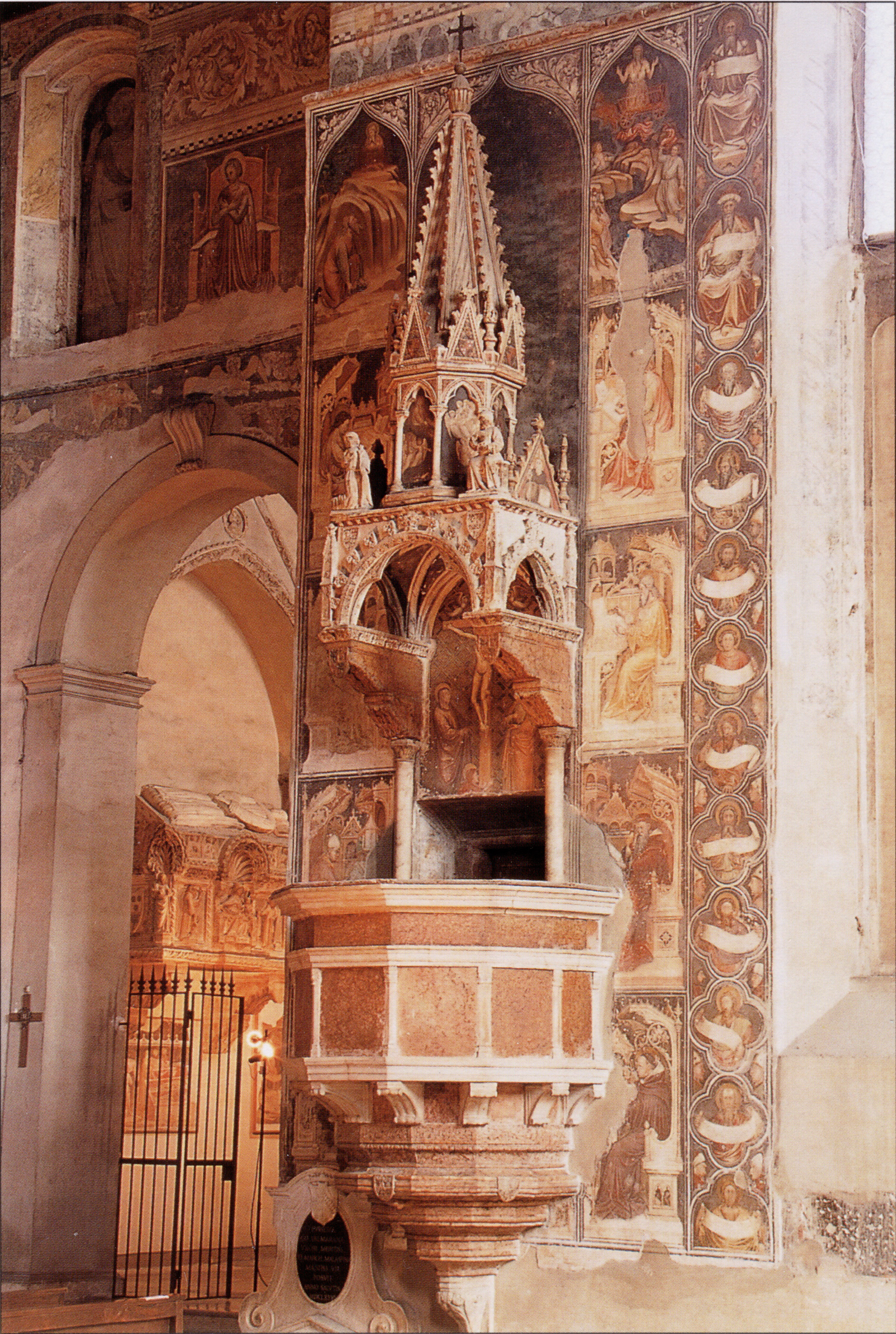
Кафедра и фрески Мартино ди Верона
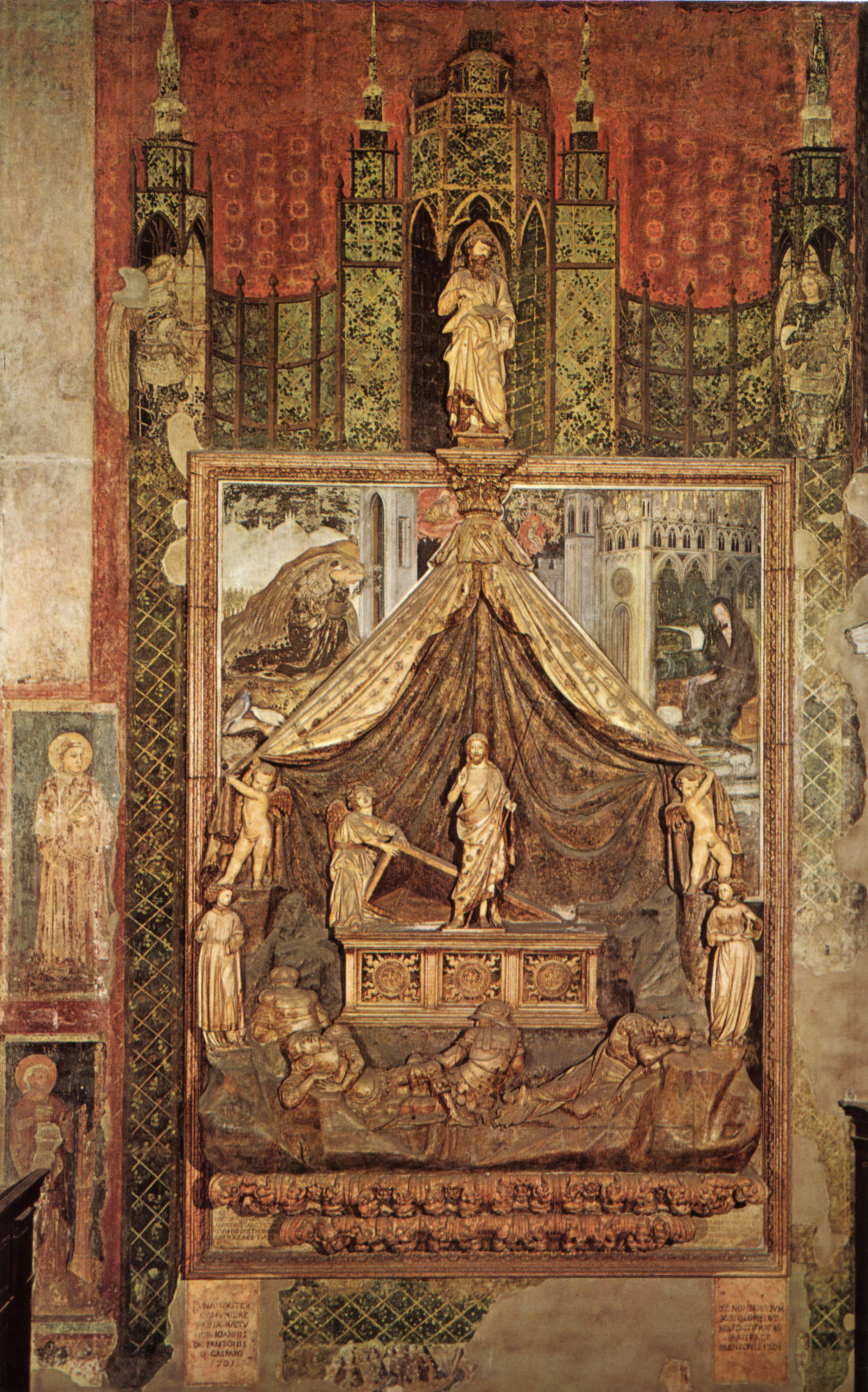
Усыпальница Бренцони
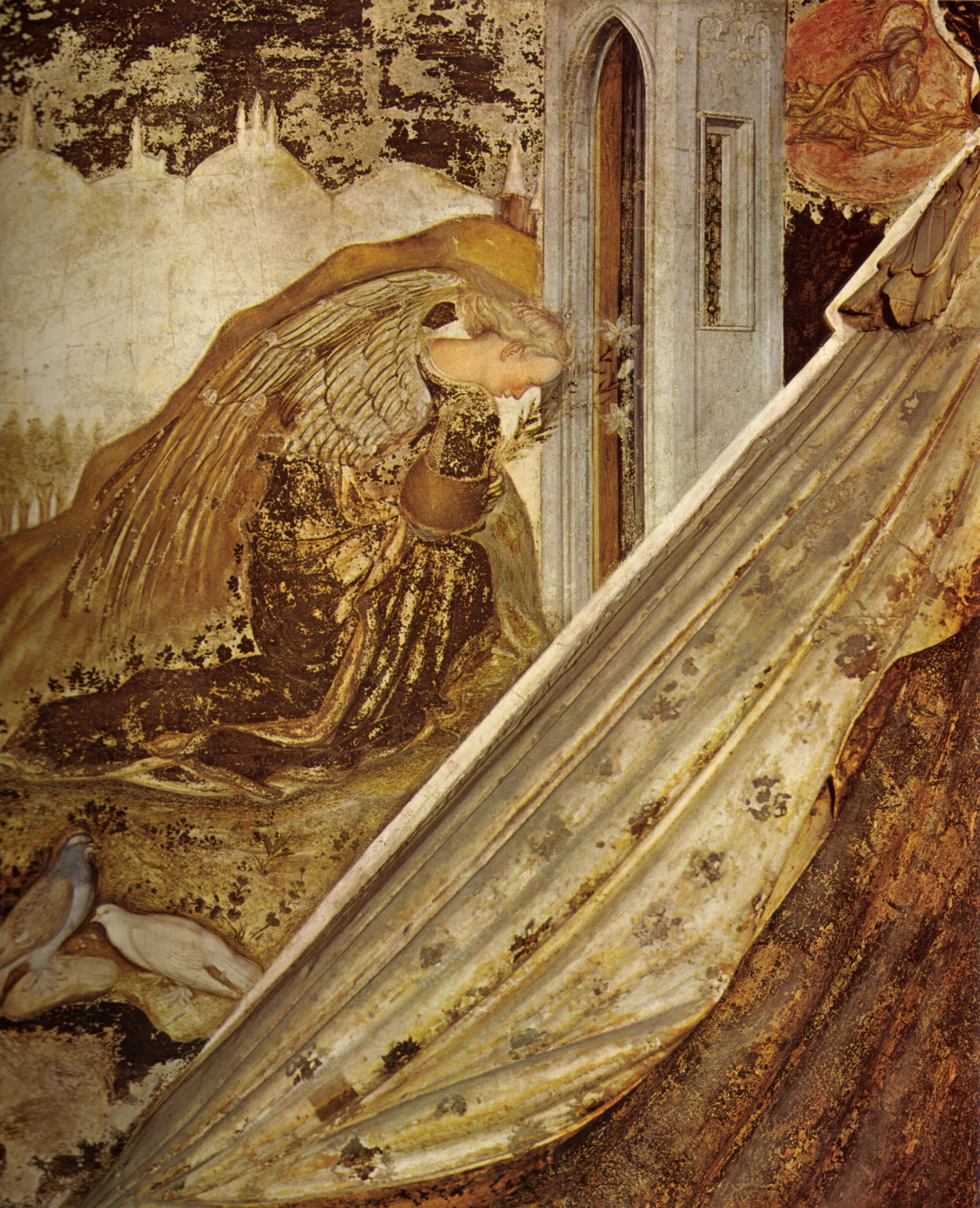
Пизанелло. Архангел Гавриил. Фрагмент росписи усыпальницы Бренцони
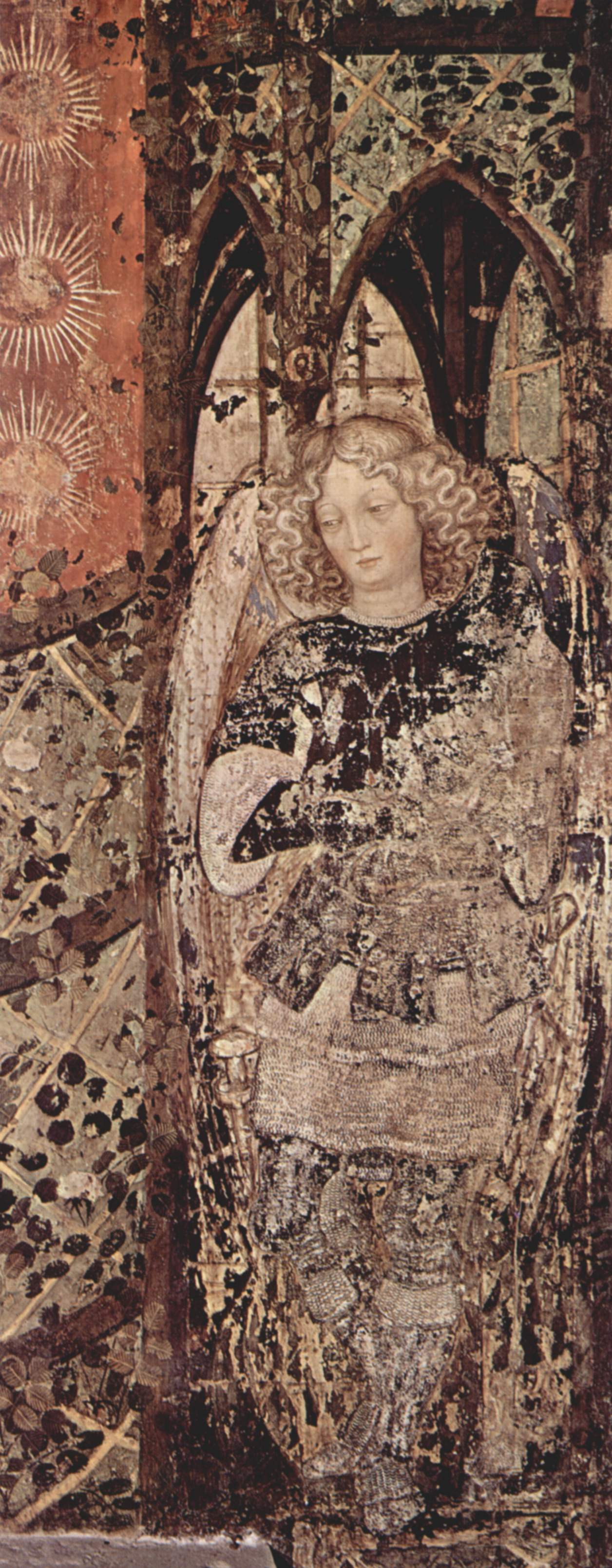
Пизанелло. Архангел Михаил. Фрагмент росписи усыпальницы Бренцони
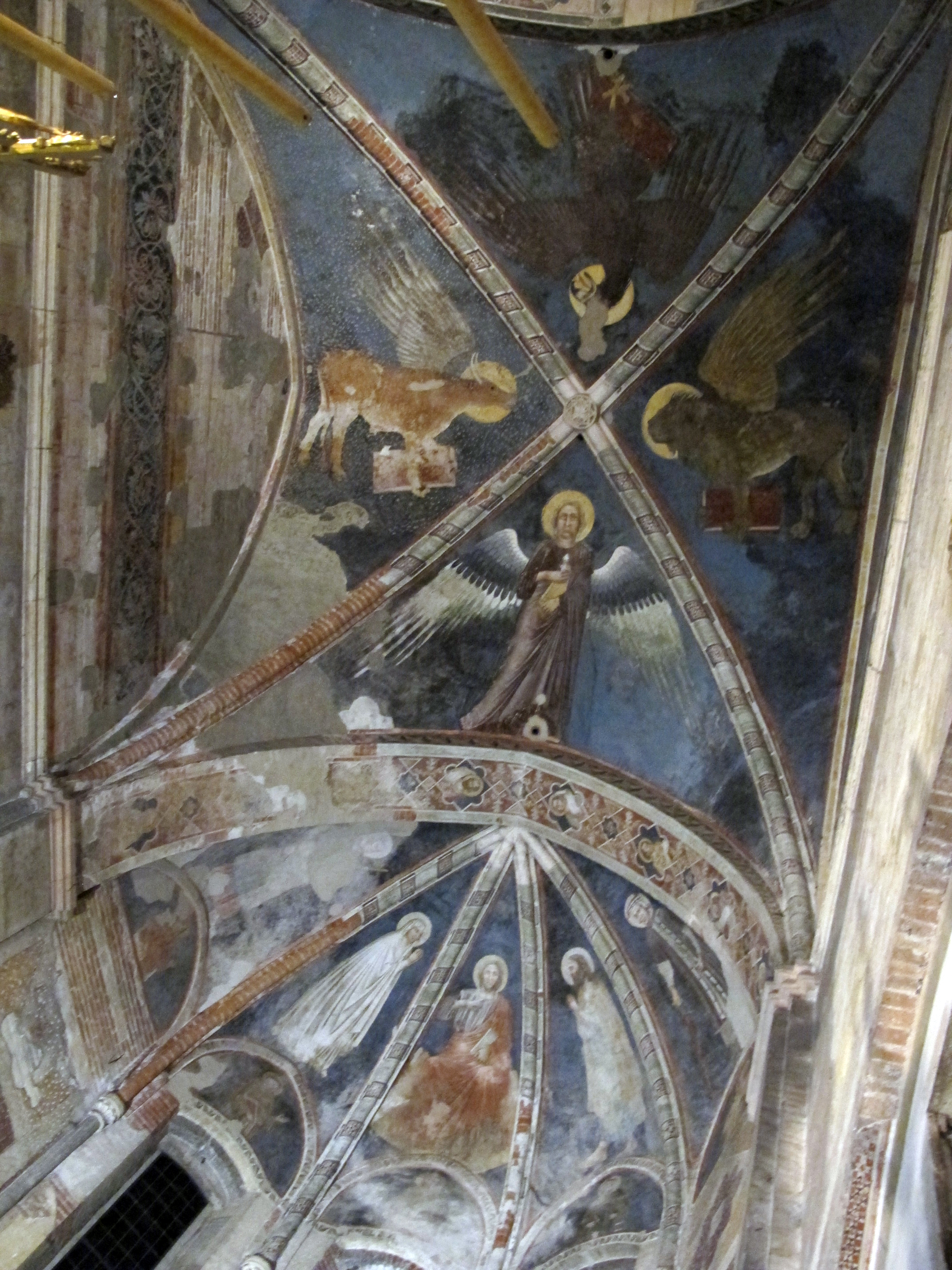
"Maestro del Redentore" ("Мастер Спасителя"). Фрески главной апсиды начала XIV века

## Нижняя церковь
В нижнюю церковь ведёт лестница из правого трансепта верхней. Нижняя церковь, самая старая часть храма, сохраняет особенности первоначальной романской постройки 1065 года. План церкви представляет собой латинский крест, разделённый три нефа, при этом вдоль оси центрального нефа идёт дополнительный ряд колонн.
В нижней церкви сохранились надгробия и фрески XII—XIV века, наиболее значимые — «Крещение Иисуса Христа» (XII век), «Кормящая Мадонна».
В алтаре нижней церкви — деревянное распятие XIV века, а в правом трансепте — камень, на котором, согласно легенде, были обезглавлены святые Фирм и Рустик.

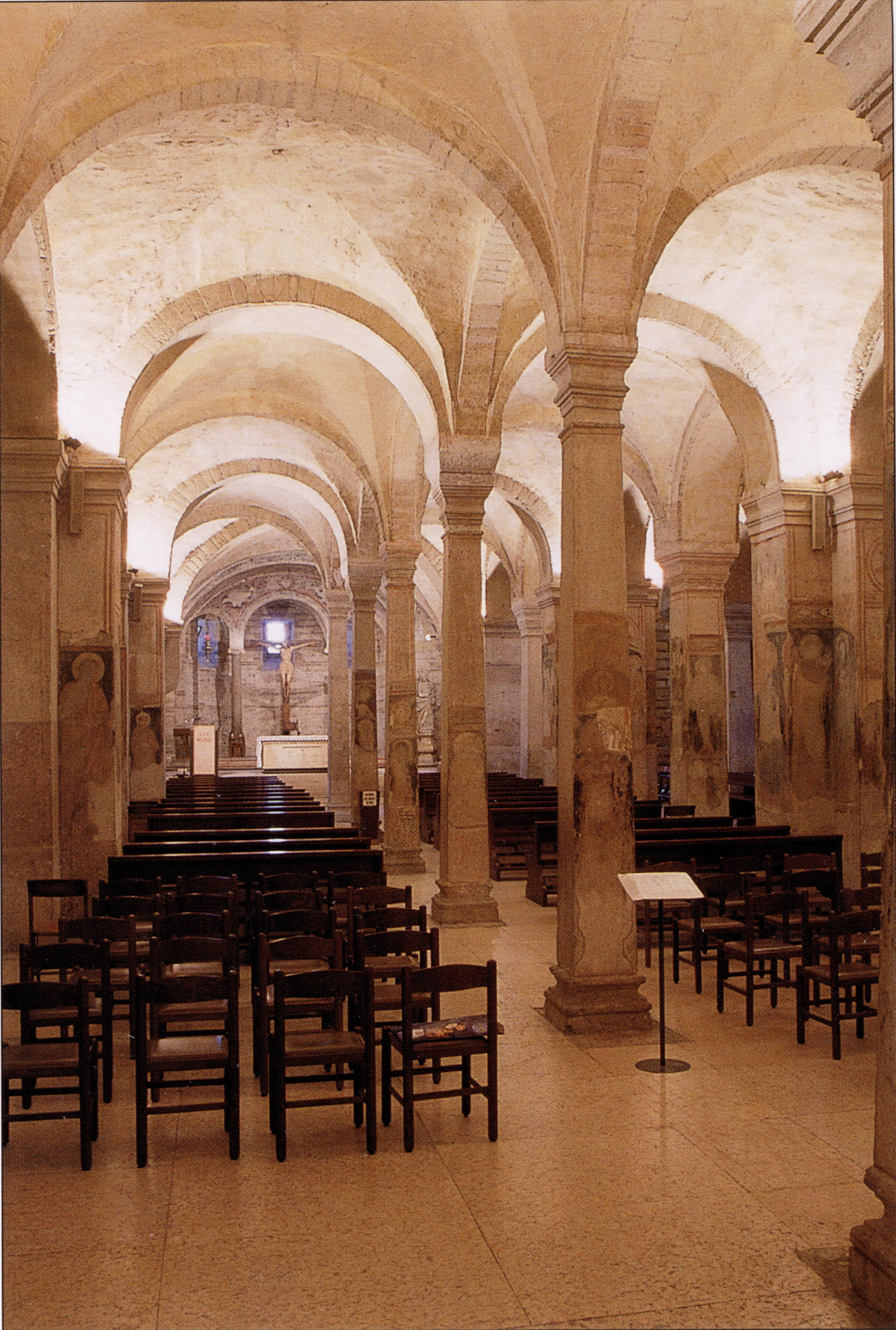
Интерьер нижней церкви
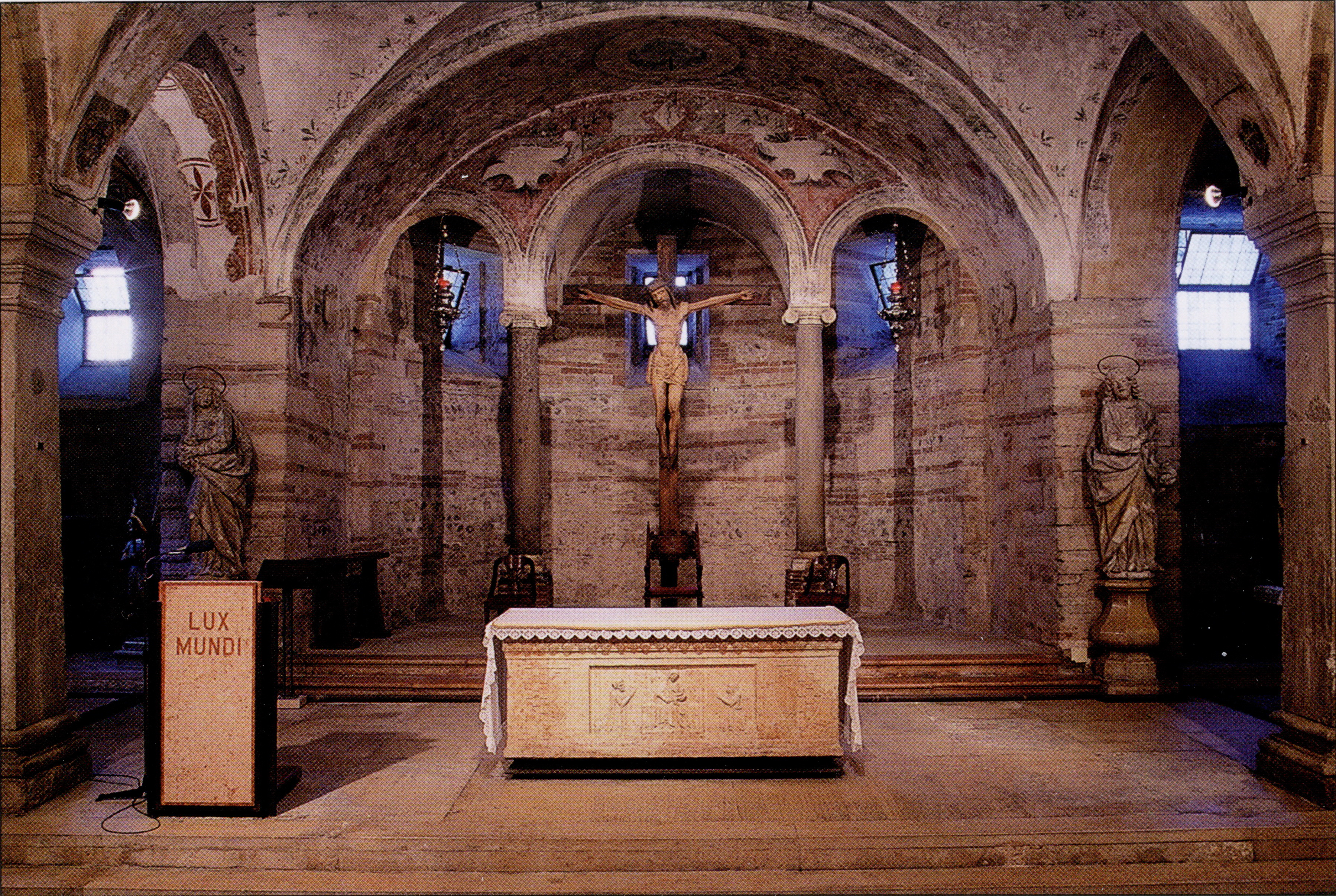
Алтарь нижней церкви
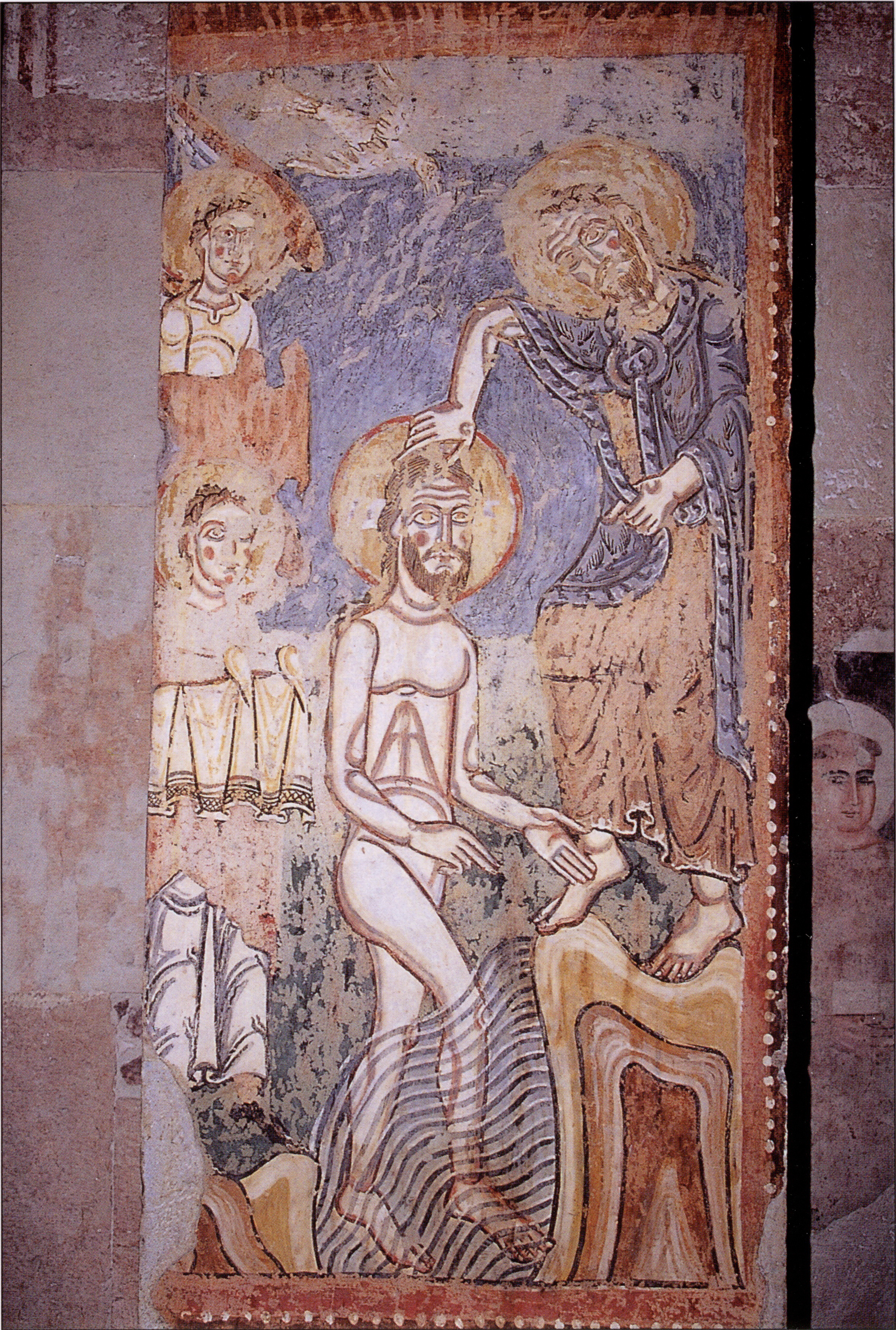
Нижняя церковь. Фреска XII века "Крещение христа"
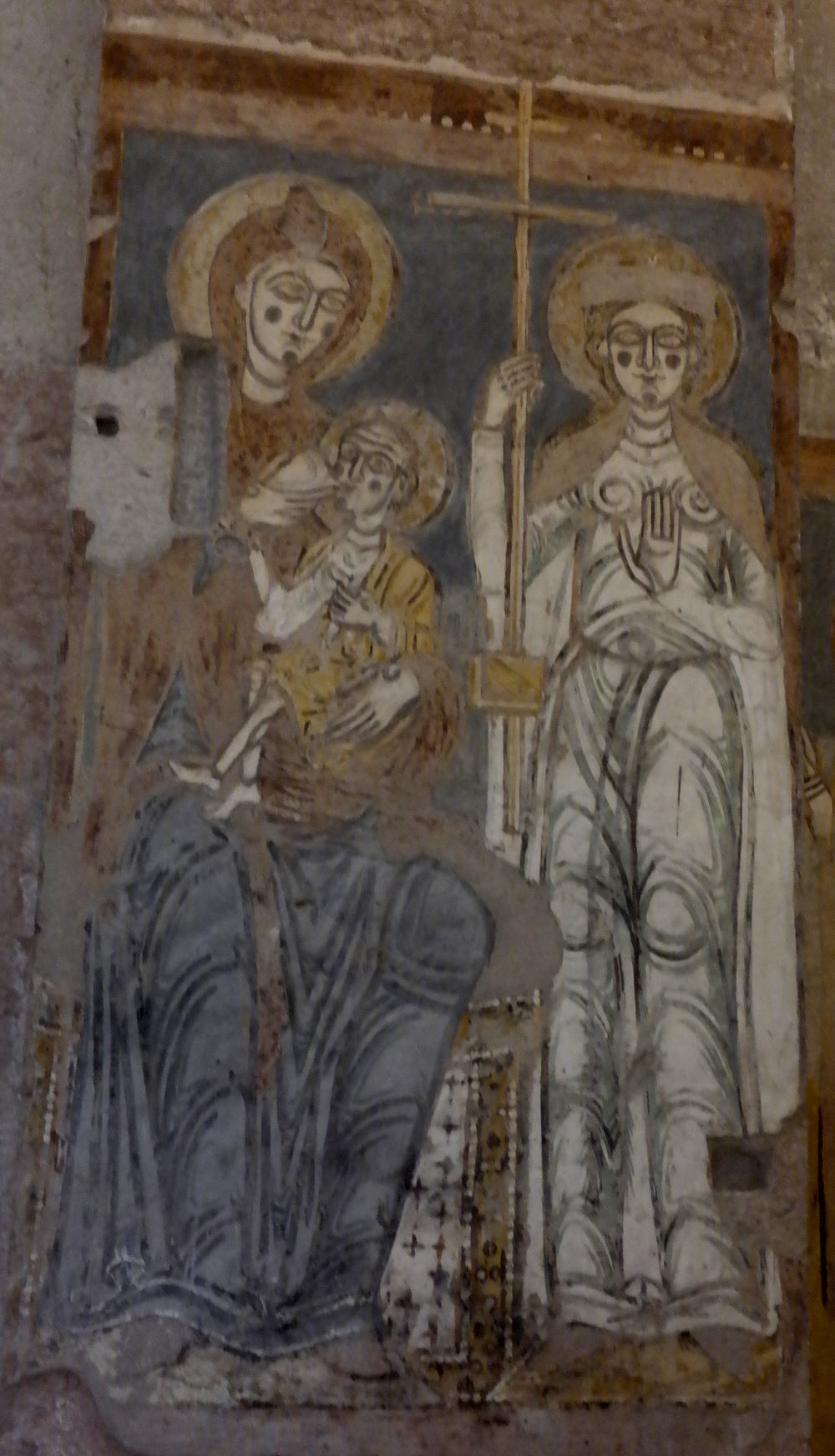
Нижняя церковь. Фреска XII века "Кормящая Мадонна"